# The Berenstain Bears: Camping Adventure
The Berenstain Bears: Camping Adventure est un jeu vidéo de plate-forme sorti en 1993 sur GameGear et Mega Drive. Le jeu a été développé par Realtime Associates et édité par Sega.
Le jeu s'inspire de la série pour enfant La Famille Berenstain.